# Connie Ferguson
Constance Ferguson, née Masilo le 10 juin 1970, est une actrice, cinéaste, productrice et femme d'affaires botswanaise résidant en Afrique du Sud. Elle est célèbre pour son rôle de Karabo Moroka dans le feuilleton le plus populaire d'Afrique du Sud, Generations,. Elle a été la vedette de la série depuis ses débuts en 1994 jusqu'à sa sortie en 2010. En 2014, elle a repris son rôle dans la série après 4 ans d'absence. Ferguson a fait la couverture du magazine Forbes Woman Africa en 2018.

## Biographie

### Vie privée
Constance Masilo a épousé son collègue acteur Neo Matsunyane en 1993. En décembre 1992, ils ont accueilli une fille. Ils ont divorcé en 1998, après cinq ans de mariage.
En juillet 2001, elle a rencontré l'acteur Shona Ferguson. Ils se sont mariés en novembre de cette année. Elle a eu une fille en juin 2002. Après 20 ans de mariage, son mari Shona Ferguson est décédé dans l'après-midi du 30 juillet 2021 de complications liées au COVID-19. 

### Carrière

#### Générations(1994-2010 ; 2014)
En 1994, elle a joué le rôle de Karabo Moroka, l'épouse de Tau Mogale et la sœur d'Archie Moroka, dans le feuilleton sud-africain le plus populaire, Generations. Elle joue aux côtés de Menzi Ngubane, Slindile Nodangala et Sophie Ndaba. En 2010, après 16 ans dans le rôle de Karabo Moroka, Connie a annoncé son départ de Generations "pour explorer d'autres possibilités de carrière". Elle a quitté Generations sur une bonne base puisqu'elle est revenue dans le feuilleton quatre ans plus tard pour aider à relancer l'émission Generations : The Legacy.

#### La Nature (2010-2013)
Après son retrait de Generations en 2010, elle a joué dans la série télévisée The Wild de M-Net, dont le tournage s'est déroulé dans une ferme exotique d'Afrique du Sud. Elle a joué avec son mari dans la vie réelle jusqu'à l'annulation de la série en avril 2013.

#### Films Ferguson (2010-présent)
Connie et son mari, Shona, ont créé la société de télévision Ferguson Films en 2010. Leur première production, Rockville, a été commanditée par M-Net trois ans plus tard. Parmi les autres productions figurent iGazi, The Gift, The Throne, The Queen et The Imposter. Le couple apparaît souvent dans ses propres productions ; par exemple, Connie joue le rôle de Harriet Khoza dans The Queen.
The Queen a été nommé dans plusieurs catégories aux récompenses du cinéma et de la télévision sud-africains en 2018.
Ferguson a créé un premier parfum, True Self, en 2008, et une lotion en 2014.

## Filmographie

### Télévision
- 1994-2016 : Generations : Karabo Moroka
- 1994-1999 : Soul City
- 2002 : Solly Loves Kina
- 2003-2003 : Love By Many Way's
- 2004-2007 : Late Night News with Connie Ferguson
- 2010 : Comedy Central Roaster
- 2013 : Strictly come Dancing
- 2015-2016 : Rockville
- 2016-présent : The Queen

### Animation
- 2011-2013 : The Wild